# Walton (Familie)
Die Familie Walton ist die mit Abstand reichste Familie in den USA und auch die reichste Familie der Welt.
Die Mitglieder der Familie werden von Forbes’ The World’s Billionaires einzeln geführt, die Söhne stehen etwa auf Plätzen 12 und 16 weltweit, als Ganzes wurde die Familie indes in den Jahren seit 2015 bis 2022 und erneut 2024 als „die reichste Familie der Welt“ gelistet. Das gemeinsame Vermögen liegt 2025 bei etwa 432 Milliarden Dollar. Der Abstand zum zweitreichsten Clan, der Herrscherfamilie Al Nahyan von Abu Dhabi, die 324 Milliarden Dollar besitzt, fällt mit mehr als 100 Milliarden Dollar relativ deutlich aus; allerdings hatten die Scheichs im Jahr 2023 vor den Waltons gelegen. Zu den reichsten Familien der Welt gehören auch die Saudi-Dynastie, die Familien Mars und Ferrero sowie die Besitzerfamilie der Marke Chanel.
Das Gesamtvermögen resultiert aus dem Erbe von Bud und Sam Walton, den Gründern von Walmart. Walmart ist nach Umsatz das größte Unternehmen der Welt (Umsatz 2021: circa 550 Milliarden US-Dollar) und wurde im Jahr 1962 gegründet. Die Waltons besitzen zusammen 50,8 % der Anteile an dem Unternehmen.
Sams Witwe Helen Robson Walton starb 2007. (Vermögen: ca. 46,2 Milliarden US-Dollar)
Sam und Helen Walton hatten vier Kinder:
- Samuel Robson Walton (Rob) (* 1944), Vermögen 2015: 39,1 Milliarden US-Dollar[6]
- John Thomas Walton (1946–2005),
- James Carr Walton (Jim) (* 1948) Vermögen 2022: ca. 66,1 Milliarden US-Dollar[7]
- Alice Louise Walton (* 1949).Anteilseignerin zu 10 %, Vermögen 2019: ca. 46,0 Milliarden US-Dollar[8]

Weitere Familienmitglieder sind:
- Lukas Walton        (Vermögen: ca. 15,9 Milliarden US-Dollar)[9]
- Ann Walton Kroenke  (Vermögen: ca. 6,6 Milliarden US-Dollar)[10]
- Christy Walton      (Vermögen: ca. 7,3 Milliarden US-Dollar)[11]
- Nancy Walton Laurie (Vermögen: ca. 5,8 Milliarden US-Dollar)[12]